# 钳唇兰
钳唇兰（学名：Erythrodes blumei）为兰科钳喙兰属下的一个种。

## 扩展阅读
維基物種上的相關：钳唇兰